# Constantin Gongylès
Constantin Gongylès (en grec : Κωνσταντῖνος Γογγύλης) (vers 913 - 949) est un eunuque byzantin et un dignitaire de la cour impériale qui dirige une expédition infructueuse contre l'Émirat de Crète en 949.

## Biographie
Rien n'est connu des premières années de la vie de Constantin Gongylès à part qu'il est originaire de Paphlagonie. La Vie de Saint Basile le Jeune, une hagiographie, mentionne que Constantin et son frère Anastasios sont des parents de l'eunuque Constantin le Paphlagonien, qui entre à la cour impériale comme favori du puissant parakimomène Samonas et de l'empereur Léon VI le Sage. L'apparition de Constantin date des années 913-914. À la suite de la mort de l'empereur Alexandre, l'impératrice régente Zoé Carbonopsina le sélectionne avec son frère comme conseillers personnels. C'est à cette occasion que Constantin est élevé au rang de patrice, le plus élevé de la noblesse byzantine.
Constantin Gongylès exerce une grande influence lors du règne de Zoé de 913 à 919 mais il est écarté des postes de pouvoir sous l'empereur Romain Ier Lécapène (920-944). Bien que Gongylès intervienne pour sauver Lécapène de l'aveuglement pour sa responsabilité lors de la défaite désastreuse de la bataille d'Anchialos, les frères Gongylès soutiennent Léon Phocas l'Ancien dans sa lutte pour le trône avec Lécapène. Ils changent rapidement de camp quand Romain parvient à prendre le pouvoir mais ils ne sont pas mentionnés dans les sources durant son règne. Lors de la déposition de Lécapène en décembre 944, Constantin est nommé au poste de chef de la marine byzantine. Il est ainsi responsable de l'expédition de grande envergure de 949 destinée à reconquérir la Crète tombée aux mains des Arabes. L'expédition est un désastre que les chroniqueurs byzantins attribuent au manque d'expérience militaire de Gongylès. Ce dernier néglige de fortifier son camp qui est pillé et presque complètement détruit lors d'une attaque surprise de nuit menée par les Arabes. Gongylès parvient tout juste à s'échapper en embarquant sur son navire amiral,,. Son sort après cet échec est inconnu. Au moment de l'écriture de la Vie de Saint Basile le Jeune (probablement dans les années 960), lui et son frère vivent en retraite et ont dépensé leur fortune dans des œuvres charitables et philanthropiques.

## Sources
- Rodolphe Guilland, Recherches sur les institutions byzantines, tome II, Berlin, Akademie Verlag, 1967
- (en) Eric McGeer, Sowing the dragon's teeth : Byzantine warfare in the tenth century, Dumbarton Oaks Research Library and Collection, 1995
- (en) Kathryn M. Ringrose, The Perfect Servant : Eunuchs and the Social Construction of Gender in Byzantium, University of Chicago Press, 2004
- (en) John H. Pryor et Elizabeth M. Jeffreys, The age of the dromōn : the Byzantine navy ca. 500-1204, Brill, 2004